# Гољак Драганићки
Гољак Драганићки је бивше насељено место у саставу општине Драганић, у Карловачкој жупанији, Република Хрватска.

## Историја
На попису 2001. године насеље је укинуто и припојено насељу Драганић.

## Становништво
На попису становништва 1991. године, насељено место Гољак Драганићки је имало 256 становника, следећег националног састава:
| Попис 1991.‍  | Попис 1991.‍  | Попис 1991.‍ | Попис 1991.‍ | Попис 1991.‍ |
| ------------ | ------------ | ----------- | ----------- | ----------- |
|              |              |             |             |             |
| Хрвати       | Хрвати       |             | 247         | 96,48%      |
| Македонци    | Македонци    |             | 1           | 0,39%       |
| Срби         | Срби         |             | 1           | 0,39%       |
| неопредељени | неопредељени |             | 1           | 0,39%       |
| непознато    | непознато    |             | 6           | 2,34%       |
| укупно: 256  |              |             |             |             |